# Новонагаткино
Новонагаткино — деревня в Бугурусланском районе Оренбургской области в составе Пилюгинского сельсовета.

## География
Находится на левом берегу реки Малый Кинель на расстоянии примерно 26 километра по прямой на юг-юго-запад от центра города Бугуруслан.

## История
Упоминается с 1861 года.

## Население
Население составляло 49 человек в 2002 году (русские 86%), 18 по переписи 2010 года.